# Victoriano Guisasola y Menéndez
Victoriano Guisasola y Menéndez (Oviedo, 21 de marzo de 1852 - Toledo, 2 de septiembre de 1920) fue un patriarca latino y arzobispo español, senador, miembro correspondiente de la Real Academia de la Historia, obispo de Osma, de Jaén, de Madrid-Alcalá y arzobispo de Valencia y de Toledo.

## Vida

### Infancia y Formación académica
Nació en la calle Rosal, de Oviedo, el 21 de marzo de 1852, hijo de José Guisasola Rodríguez, armero natural de Éibar y María Felipa Menéndez Palacio, ovetense. Inició sus estudios en el Seminario de  Santo Domingo (Oviedo), y tras su cierre en 1868, se desplazó a la Universidad de Salamanca, donde en 1870 comenzó sus estudios, obteniendo en 1876 la licenciatura en Derecho Civil y Canónico. Posteriormente, en el Seminario Conciliar de san Ildefonso (Toledo) obtuvo el doctorado en los Sagrados Cánones. Esta doble faceta en su educación le hizo ser más respetable ante los diversos grupos intelectuales con los que hubo de tratar.

### Presbiterado
En 1876, en Ciudad Real fue ordenado sacerdote por su tío paterno, Victoriano Guisasola y Rodríguez, obispo prior de las órdenes militares, a quien acompañó como canciller-secretario de Orihuela en 1882, y después, en Santiago de Compostela en 1886 al ser promovido a aquel Arzobispado. Al fallecer su tío en 1888 fue nombrado vicario capitular.

### Episcopado
El 15 de junio de 1893 fue preconizado obispo de Osma. Posteriormente, el 17 de abril de 1897 es trasladado al obispado de Jaén, donde comenzó las obras de su seminario. Cuatro años después, el 16 de diciembre de 1901 es promovido a la diócesis de Madrid-Alcalá. 
El 10 de mayo de 1905 es nombrado Arzobispo de Valencia por el papa San Pío X, a instancias del rey Alfonso XIII. Toma posesión el 10 de mayo de 1905.

### Cardenalato
El 13 de enero de 1914 es preconizado arzobispo de Toledo y el 25 de mayo inmediato fue creado cardenal por San Pío X, con el título presbiteral de los Cuatro Santos Coronados. Está inhumado en la capilla del Seminario Diocesano.
Fue el penúltimo arzobispo de Toledo en ostentar los títulos de Patriarca de las Indias Occidentales y de Canciller Mayor de Castilla.
En 1919 promovió en España el llamado Grupo de la Democracia Cristiana e impulsó la Acción Católica de la Mujer "ante  el  hecho  notorio  de  la  invasión  en  España  de  corrientes  poderosas  de  un feminismo exótico".